# Distrikt Villa Virgen
Der Distrikt Villa Virgen liegt in der Provinz La Convención der Region Cusco in Südzentral-Peru. Der Distrikt wurde am 14. November 2014 aus Teilen des Distrikts Vilcabamba gegründet. Er hat eine Fläche von 439 km². Beim Zensus 2017 lebten 1980 Einwohner im Distrikt. Die Distriktverwaltung befindet sich in der am rechten Flussufer des Río Apurímac auf einer Höhe von etwa 720 m gelegenen Ortschaft Villa Virgen mit 1155 Einwohnern (Stand 2017).

## Geographische Lage
Der Distrikt Villa Virgen liegt im Südwesten der Provinz La Convención. Der Distrikt erstreckt sich auf einer Länge von etwa 18 km entlang dem rechten Flussufer des Río Apurímac und reicht etwa 35 km nach Osten ins Bergland der Cordillera Vilcabamba, die im Norden des Distrikts Höhen von bis zu 4338 m erreicht. Die südliche Distriktgrenze verläuft entlang den Flüssen Río Toroyunca, Río Choquesayra und Río Pampaconas. 
Der Distrikt Villa Virgen grenzt im Norden an die Distrikte Villa Kintiarina und Echarati sowie im Osten und im Süden an den Vilcabamba. Im Westen, am gegenüberliegenden Flussufer des Río Apurímac, liegen die Distrikte Chungui und Anco (beide in der Provinz La Mar).